# NGC 251
NGC 251 је спирална галаксија у сазвежђу Рибе која се налази на NGC листи објеката дубоког неба.
Деклинација објекта је + 19° 35' 49" а ректасцензија 0h 47m 53,9s. Привидна величина (магнитуда) објекта NGC 251 износи 13,4 а фотографска магнитуда 14,1. NGC 251 је још познат и под ознакама UGC 490, MCG 3-3-3, CGCG 458-5, KCPG 15B, PGC 2806.